# 1. deild 1973
La 1. deild 1973 fu la 62ª edizione della massima serie del campionato di calcio islandese disputato tra il 19 maggio e il 17 settembre 1973 e conclusa con la vittoria del Keflavík, al suo quarto titolo.
Capocannoniere del torneo fu Hermann Gunnarsson (Valur) con 17 reti.

## Formula
Come nella stagione precedente le squadre partecipanti furono otto e si incontrarono in un turno di andata e ritorno per un totale di quattordici partite.
L'ultima classificata retrocedette in 2. deild karla.
Le squadre qualificate alle coppe europee furono tre: i campioni alla Coppa dei Campioni 1974-1975, la seconda alla Coppa UEFA 1974-1975 e i vincitori della coppa nazionale alla Coppa delle Coppe 1974-1975.

## Squadre partecipanti
| Club       | Città          | Stadio | Posizione 1972     |
| ---------- | -------------- | ------ | ------------------ |
| Fram       | Reykjavík      |        | Campione d'Islanda |
| KR         | Reykjavík      |        | 7°                 |
| Valur      | Reykjavík      |        | 5°                 |
| ÍBV        | Vestmannaeyjar |        | 2°                 |
| ÍBA        | Akureyri       |        | 2. deild           |
| Keflavík   | Keflavík       |        | 3°                 |
| ÍA         | Akranes        |        | 4°                 |
| Breiðablik | Kópavogur      |        | 6°                 |

## Classifica finale
|                    | Pos. | Squadra    | Pt | G  | V  | N | P  | GF | GS | DR  |
| ------------------ | ---- | ---------- | -- | -- | -- | - | -- | -- | -- | --- |
| Islanda (bandiera) | 1.   | Keflavík   | 26 | 14 | 12 | 2 | 0  | 33 | 9  | +24 |
|                    | 2.   | Valur      | 21 | 14 | 9  | 3 | 2  | 34 | 20 | +14 |
|                    | 3.   | ÍBV        | 17 | 14 | 8  | 1 | 5  | 27 | 19 | +8  |
|                    | 4.   | Fram       | 12 | 14 | 5  | 2 | 7  | 18 | 23 | +5  |
|                    | 5.   | ÍA         | 11 | 14 | 4  | 3 | 7  | 32 | 27 | -5  |
|                    | 6.   | ÍBA        | 11 | 14 | 4  | 3 | 7  | 15 | 29 | -14 |
|                    | 7.   | KR         | 9  | 14 | 3  | 3 | 8  | 17 | 27 | -10 |
|                    | 8.   | Breiðablik | 5  | 14 | 1  | 3 | 10 | 23 | 45 | -22 |

Legenda:
      Campione d'Islanda e ammesso alla Coppa dei Campioni
      Ammesso alla Coppa delle Coppe
      Ammesso alla Coppa UEFA
      Retrocesso in 2. deild karla
Note:
Due punti a vittoria, uno a pareggio, zero a sconfitta.

### Verdetti
- Keflavík Campione d'Islanda 1973 e qualificato alla Coppa dei Campioni
- Valur qualificato alla Coppa UEFA
- Fram qualificato alla Coppa delle Coppe
- Breiðablik retrocesso in 2. deild karla.